# 맥 OS X 서버 1.0
맥 OS X 서버 1.0은 애플 컴퓨터가 넥스트 사를 인수하면서 얻은 기술을 토대로 한 첫 운영 체제이다. 1999년 3월 16일 출시되었고, 개발자 릴리즈에서는 랩소디로 불렸다. 맥 OS X 서버 1.0은 맥 OS 8의 플래티넘 테마를 포함하고 있지만, 오픈스텝 운영 체제를 기반으로 했다. 이 운영 체제는 미래 맥 OS X의 대략적 모습을 보여줬으며, 2001년 맥 OS X v10.0으로 대체되었다.

## 설계
맥 OS X 서버 1.0은 클래식 맥 OS와 넥스트스텝의 많은 기능을 조합했다. 이 운영 체제는 맥 OS같이 스크린의 맨 위쪽에 메뉴 바를 포함하고 있지만, 파일 관리는 맥 OS의 파인더 대신 넥스트스텝의 작업장 관리자를 사용한다. 사용자 인터페이스는 맥 OS X 퍼블릭 베타에서 곧 나타날 쿼츠 기반의 WindowServer에 기반을 두지 않고, 아직 넥스트스텝의 디스플레이 포스트스크립트에 기반해 있다. 저장되지 않은 콘텐츠를 포함한 창은 넥스트스텝과 비슷하게 닫기 버튼에 검은색 점이 나타난다. 독과 아쿠아 사용자 인터페이스는 아직 포함되지 않았었다.
클래식 맥 OS API인 "카본" 또한 지원되지 않았다. 이것은 즉 맥 OS X 서버에서 사용할 수 있는 네이티브 응용 프로그램은 "옐로 박스" API(후에 코코아 API로 알려짐)로 작성되어야 한다는 뜻이다. 또한 애플의 파이어와이어도 지원되지 않았다.
서버 1.0은 넷부트 서버의 첫 버전을 포함했다. 이것은 사용자가 로컬 네트워크의 디스크 이미지로 컴퓨터를 부팅시킬수 있도록 해준다. 이것은 학교나 다른 공용 기기에서 유용한 기능이었다. 이 설정은 기기가 서버 1.0에 포함된 단일 운영 체제 복사본에서 부팅하기 때문에, 사용자가 소프트웨어를 설치하면서 운영 체제를 손상시키는 일을 막을 수 있다. 만약 로컬 네트워크에서 로그아웃하면, 기기는 넷부트 서버의 새로운 운영 체제로 다시 시동된다.
클래식 맥 OS를 구동하기 위해 맥 OS X 서버 1.0은 에뮬레이션 레이어에서 맥 OS 8.5.1의 복사본을 구동할 수 있는 블루 박스를 포함했다. 이것은 후에 맥 OS X에서 클래식 환경으로 이름이 바뀌었다. 대신 클래식 환경은 맥 OS 8.5.1 대신 맥 OS 9를 구동할 수 있다.

## 출시 역사
| 버전                | 코드네임        | 공개 일자        | 운영체제 이름 |
| ------------------- | --------------- | ---------------- | ------------- |
| 맥 OS X 서버 1.0    | Hera1O9         | 1999년 3월 16일  | 랩소디 5.3    |
| 맥 OS X 서버 1.0.1  | Hera1O9         | 1999년 4월 15일  | 랩소디 5.4    |
| 맥 OS X 서버 1.0.2  | Hera1O9+Loki2G1 | 1999년 7월 29일  | 랩소디 5.5    |
| 맥 OS X 서버 1.2    | Pele1Q10        | 2000년 1월 14일  | 랩소디 5.6    |
| 맥 OS X 서버 1.2 v3 | Medusa1E3       | 2000년 10월 27일 | 랩소디 5.6    |

## 같이 보기
- 맥 OS X